# Мещерська (платформа)
Мещерська (до 15 жовтня 2010 року — Востряко́во, до 2020 року — Сколково) — пасажирський зупинний пункт Київського напрямку та маршруту  МЦД-4 Московської залізниці у місті Москва. Перша платформа на даному напрямку за МКАД.
Розташована за 13 км на південний захід від Москва-Пасажирська-Київська, відразу за МКАД.  Час в дорозі електропотягом від станції Москва-Пасажирська-Київська — 18 хвилин.
Складається з двох посадкових платформ: острівної (по 1, 2 коліям) та бічної (3 колія), що сполучені підземним тунелем. Турнікети відсутні. Ще одна колія — під'їзна, від станції Сонячна до ВАТ «Московський комбінат шампанських вин», що прямує уздовж головного ходу.

## Пересадки
- Автобуси: 32, 554, 575, 718, 779, 781, 862, 883